# 4498 Shinkoyama
4498 Shinkoyama è un asteroide della fascia principale. Scoperto nel 1989, presenta un'orbita caratterizzata da un semiasse maggiore pari a 3,0004430 UA e da un'eccentricità di 0,1220650, inclinata di 8,87370° rispetto all'eclittica.
L'asteroide era stato inizialmente battezzato 4498 Koyama per poi essere corretto nella denominazione attuale per evitare omonimie con 3383 Koyama.
L'asteroide è dedicato al fisico giapponese Shin Koyama.